# دي دي (يونكس)
الامر dd هو أحد أهم اوامر الخدمية لسطر أوامر command-line في نظام التشغيل يونكس ومشابهه Unix-Like وهدفها الأساسي هو تحويل ونسخ الملفات ونسخ قطاع والنسخ المتطابق (استنساخ clone) والنسخ الاحتياطي (Backup).
في يونكس تظهر برامج تشغيل الأجهزة والربط مع العتاد Hardware device drivers مثل (القرص الصلب) وايضا الملفات الخاصة device files (مثل /dev/zero و /dev/random) تظهر كملفات عادية، الامر dd يستطيع القراءة والكتابة من وإلى هذه الملفات ولهذا فان الامر dd يمكن ان يستخدم لمهام مثل عمل نسخ احتياطي لقطاع سجل الإقلاع الرئيسي واي قطاع إقلاع
الامر dd هو إشارة للجملة DD الموجودة في لغة تحكم بالوظائف IBM's Job Control Language (JCL) الخاصة بنظم تشغيل اي بي ام، وهي الحرفين الاوئل من كلمتي وصف البيانات Data Description ,
مراد الامر الاصلي كان التحويل ما بين اكواد الأسكي ASCII وEBCDIC , تم اعتماد الامر dd منذ بداية الإصدار الخامس ليونكس، وتم توصيف الامر dd قياسيا من قبل جمعية مهندسي الكهرباء والإلكترونيات جمعية مهندسي الكهرباء والإلكترونيات (Std 1003.1-2008)

## استخداماته
الأمر dd يمكن استخدامها لمجموعة متنوعة من الأغراض.

### نقل البيانات
الامر dd يمكن من عمل نسخ طبق الاصل للبيانات عبر الملفات والأجهزة والأقسام ووحدات التخزين، الجدول التالي يوضح الامر بصور مختلفة
| dd if=/dev/sr0 of=myCD.iso bs=2048 conv=noerror,sync | عمل نسخة بملف ايزو بنسخة مطابقة ISO image من CD-ROM في بعض الحالات تكون النسخة ISO المطابقة ليسة كالنسخة التي تم عملها (او عمل حرق لها) على ال CD-ROM . |
| dd if=system.img of=/dev/sdc bs=4096 conv=noerror    | استعادة محتويات قرص صلب من نسخة طبق الاصل سابقة. |
| dd if=/dev/sda2 of=/dev/sdb2 bs=4096 conv=noerror    | استنساخ cloning القسم Partition إلى قسم اخر. |
| dd if=/dev/ad0 of=/dev/ad1 bs=1M conv=noerror        | Clones a hard disk drive "ad0" to "ad1". |